# Khine Hnin Wai
Khine Hnin Wai   (Myanmar, 14 de març de 1981) és una actriu, filantropa i activista birmana pels drets de les víctimes de violació infantil. És considerada una de les actrius de més èxit del cinema birmà i és coneguda sobretot per la seva tasca benèfica a Myanmar. És la fundadora de la Fundació Khine Hnin Wai, una organització benèfica que dona suport a orfenats, víctimes d'inundacions i altres causes.

## Trajectòria
Khine va començar la seva carrera el 1999. Es va fer popular pel seu paper com a protagonista de la pel·lícula San Ye. El 2005, va protagonitzar la pel·lícula Kyun Ma Ka Mahaythi (Sóc la mestressa) al costat de Pyay Ti Oo i Moe Hay Ko. El 2018, va participar en la sèrie dramàtica Tu Hnine Ma Ya Tae Myittar, al costat de Nay Dway i Poe Ei Ei Khant.
Khine va fundar una organització benèfica el 2014, que és molt activa en diversos llocs de Myanmar.
El desembre de 2015, motivada pels seus esforços benèfics en favor dels nens, va començar a fer d'ambaixadora de United Act, un grup de teatre educatiu centrat en la prevenció del tràfic de nens. Des d'aquesta posició, va finançar i dirigir personalment un curtmetratge educatiu titulat "Help Them". Demostrant el seu compromís, va distribuir DVD gratuïts d'aquest documental informatiu. Va participar activament en aquests drames i obres de teatre educatius, oferint suport sempre que United Act li demanava ajuda.
També va establir la llar infantil Khine Hnin Wai el 2018, situada al municipi de North Dagon. Actualment, l'orfenat ofereix una llar per a 39 nens, tots de dos anys o menys. Cal destacar que cinc d'aquests nens són supervivents de violacions infantils, mentre que altres van ser abandonats per mares solteres joves. Va cogestionar el cafè My Place de temàtica LGBT amb la seva exparella, Junior Dennis, també coneguda com a Mg JD, que és transexual. El 50 % dels beneficis del cafè es dediquen a donar suport a la Fundació Khine Hnin Wai.
El novembre de 2023, Khine va ser nomenada a la llista de les 100 dones de la BBC.